# Michael Sugar
Michael Sugar is een Amerikaans film- en televisieproducent en manager. Met Spotlight (2015) won hij in 2016 de Oscar voor beste film.

## Biografie
Michael Sugar werd geboren in een joodse familie. Zijn vader is filmproducent Larry Sugar. Hij liep school aan de Armand Hammer United World College of the American West en studeerde in 1995 af aan Brandeis University. Omdat zijn moeder hoopte dat hij een advocaat zou worden, studeerde hij nadien rechten aan Georgetown University.

## Carrière
Hij begon in de entertainmentindustrie als de manager van beginnende filmmakers. Hij sloot zich in 2005 aan bij het productiebedrijf en talentenbureau Anonymous Content. Tot zijn cliënten behoren onder meer Steven Soderbergh, Patty Jenkins, Cary Fukunaga, Robin Wright en Richard Linklater. In de loop der jaren werd hij ook actief als producent van films en televisieseries en werkte hij zich binnen het productiebedrijf op tot een partner van CEO en oprichter Steve Golin. Zo werkte hij voor Anonymous Content mee aan producties als The Fifth Estate (2013) en Spotlight (2015). Voor die laatste film werd Sugar in 2016 bekroond met de Oscar voor beste film. In 2017 richtte hij met Sugar23 zijn eigen productiebedrijf op.
Hoewel de Amerikaanse filmindustrie grotendeels in en rond Hollywood gevestigd is, werkt Sugar vanuit New York.

## Prijzen en nominaties
| Film             | Prijs         | Categorie  | Uitslag     |
| ---------------- | ------------- | ---------- | ----------- |
| Spotlight (2015) | Academy Award | Beste film | Gewonnen    |
| Spotlight (2015) | BAFTA Award   | Beste film | Genomineerd |

## Filmografie

### Film
| Jaar | Titel             | Rol                |
| ---- | ----------------- | ------------------ |
| 2007 | Rendition         | executive producer |
| 2011 | Restless          | executive producer |
| 2012 | Big Miracle       | producer           |
| 2013 | The Fifth Estate  | producer           |
| 2014 | The Keeping Room  | executive producer |
| 2015 | Spotlight         | producer           |
| 2016 | Collateral Beauty | producer           |
| 2019 | The Report        | producer           |
| 2019 | The Laundromat    | producer           |
| 2020 | Worth             | producer           |

### Televisie
| Jaar      | Titel             | Rol                |
| --------- | ----------------- | ------------------ |
| 2002      | WinTuition        | executive producer |
| 2004      | A Separate Peace  | executive producer |
| 2013      | Stroumboulopoulos | executive producer |
| 2014      | The Knick         | executive producer |
| 2016–2019 | The OA            | executive producer |
| 2017–2018 | 13 Reasons Why    | executive producer |
| 2018      | Maniac            | executive producer |
| 2019      | I Am the Night    | executive producer |
| 2019–     | Dickinson         | executive producer |